# Корона кабальєро
Корона кабальєро — лицарська корона.
У перекладі з іспанської кабальєро означає лицар. Термін також застосовується в Португалії. Корона кабальєро в Іспанії та Португалії однакова. Головний убір ранговий.
На обручі, прикрашеному коштовним камінням, чергуються шипи з листям та шипи, всипані 3 перлинами. Всього вісім шипів середньої висоти. Корона без ковпака. Видно два колоски перлин і три колоски листя.